# Muyocopron eleocharidis
Muyocopron eleocharidis är en svampart som beskrevs av Grove 1930. Muyocopron eleocharidis ingår i släktet Muyocopron och familjen Microthyriaceae.   Inga underarter finns listade i Catalogue of Life.